# Donna lombarda
Donna lombarda è un canto popolare antichissimo, considerato fra i più diffusi nell'Italia settentrionale, ma conosciuto anche in quella centro-meridionale. Narra la storia di una donna che viene invitata dall'innamorato ad uccidere il marito con del veleno cavato da un serpente, ma un bambino (di "pochi anni" o "pochi mesi", a seconda della versione), denuncia a colui che chiama "caro padre" il tentato assassinio e questi obbliga la donna a bere anche lei l'intruglio.

## Radici storiche
Costantino Nigra studiò il canto nel suo Canti popolari del Piemonte (1888). Basandosi sugli scritti di Paolo Diacono e Gregorio di Tours, Nigra fece risalire le origini del testo al VI secolo d.C., identificando la protagonista nella regina dei Longobardi Rosmunda, che avvelenò il marito Elmichi, istigata dal prefetto bizantino Longino. Autori più recenti riscontrano alcune incongruenze di carattere storico e linguistico nell'analisi di Nigra.

## Interpreti
Numerosi gruppi e artisti contemporanei hanno interpretato una propria versione del canto; tra essi si annoverano:
- Caterina Bueno
- Francesco De Gregori e Giovanna Marini nell'album Il fischio del vapore del 2002
- Angelo Branduardi (versione mantovana)
- Giovanna Daffini con il marito Vittorio Carpi
- Mia Martini e Sergio Endrigo nell'album Canzoni venete (1976)
- Cantovivo nel disco O nobil cavaliere (2003)
- Véronique Chalot in francese con il titolo L'empoisonneuse ("L'avvelenatrice")
- Istranova (Capodistria) in dialetto istroveneto nel album Istranova (1982)
- Nanni Svampa, Milanese - Antologia della canzone lombarda (vol. 1, 1970)